# Jorge Villafaña
Jorge Antonio Flores Villafaña (Anaheim, California, Estados Unidos; 16 de septiembre de 1989) es un futbolista que posee las nacionalidades estadounidense y mexicana. Juega como defensa y actualmente es un jugador sin equipo. 

## Vida privada
Hijo de padres mexicanos, Villafaña nació en 1989 en la ciudad de Anaheim, California. Cuando tenía 5 años de edad sus padres se divorciaron y su madre decidió regresarse a México a vivir junto con él en El Tepamal, Pénjamo, Guanajuato.  A los 7 años de edad su madre se regresó a California para trabajar y poder mandarle dinero a su familia, pero por cuestiones migratorias tuvo que dejar a Villafaña al cuidado de sus abuelos. Cuando cumplió 15 años, Villafaña decidió regresar a los Estados Unidos para reunirse con su madre y comenzó a estudiar en el Anaheim High School. Con 17 años de edad se ganaba la vida limpiando una iglesia junto a su tío. En noviembre de 2011 cambió legalmente de apellido y pasó de ser Jorge Flores a Jorge Villafaña en honor a su madre.

## Trayectoria
Comenzó jugando fútbol durante su infancia en las calles de Pénjamo. Tras mudarse a Estados Unidos a lo 15 años siguió jugando fútbol, ahora en el Anaheim High School, además, también jugó para el equipo de Santa Ana DSP Juventus de la Coast Soccer League, con el que ganó la Harvest Cup, lo mismo que la Copa California en 2006. Ese mismo año decidió probar suerte en una visoria de Chivas USA, de la cual fue rechazado. Unos meses después, en febrero de 2007, el tío de Villafaña lo inscribió en "Sueño MLS", un reality show que ofrecía al ganador un contrato profesional con el equipo de Chivas USA. El 25 de marzo, tras competir contra dos mil participantes, Villafaña ganó el reality show. Estuvo durante tres meses entrenando con el equipo sub-19 de Chivas USA y en junio fue a participar a un torneo en México en donde se enfrentó a las fuerzas básicas de equipos de primera división. En tres partidos que disputó anotó tres goles y a pocos días de su regreso, el 25 de julio, fue inscrito como jugador Chivas USA.
Villafaña debutó como profesional el 9 de septiembre de 2007, entró de cambio al minuto 76 en la victoria de su equipo 3-0 contra New York Red Bulls. Anotó su primer gol el 17 de mayo de 2008, contribuyendo con este a la victoria de su equipo por 3-1 sobre D.C. United. Anotó de nueva cuenta los siguientes dos partidos, el 24 contra Colorado Rapids y el 31 ante Columbus Crew SC. En 7 años con Chivas USA participó en 88 partidos y anotó 7 goles. El 12 de diciembre de 2013, Portland Timbers adquirió a Villafaña mediante un trueque con Chivas USA por Andrew Jean-Baptiste. El 29 de noviembre de 2015 logró el título de la Conferencia Oeste cuando Portland derrotó 5-3 a FC Dallas en el marcador global. Una semana después, el 6 de diciembre se adjudicó el título de campeón de la Copa MLS cuando su equipo derrotó a Columbus Crew en la final por marcador de 2-1. En dos temporadas con el equipo de Portland participó en 58 partidos y anotó 2 goles.

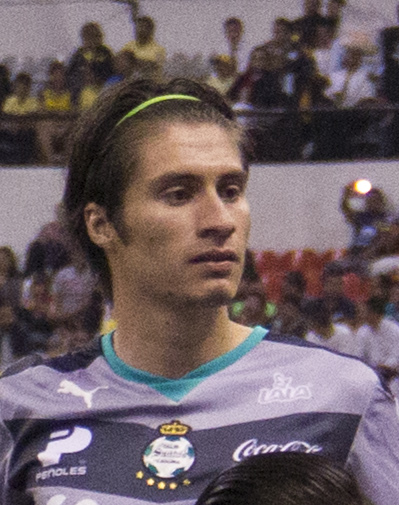
Villafaña con Santos Laguna.

El 10 de diciembre de 2015, cuatro días después de haber sido campeón, el Club Santos Laguna anunció la contratación de Villafaña por los siguientes tres años.
El 8 de agosto de 2018 se anunció su regreso al Portland Timbers en transferencia definitiva.

## Selección nacional

### Categorías inferiores
Sub-20
En noviembre de 2007, Villafaña fue llamado por primera vez a la selección sub-20 de los Estados Unidos por Thomas Rongen para una gira en Buenos Aires, Argentina del 23 de noviembre al 3 de diciembre. Durante los 11 días que duró la gira, Estados Unidos enfrentó a Argentina, Uruguay y a las reservas de River Plate en lugar de Paraguay que canceló el partido. Villafaña jugó los tres partidos, dio una asistencia contra River Plate y anotó su primer gol con la selección ante Argentina.
En enero de 2008 fue convocado para participar en la Copa Chivas. Jugó los cinco partidos que disputó su selección, tres como titular. En abril participó en el torneo internacional de Campos Verdes, en Beja, Portugal. Jugó los tres partidos que disputó Estados Unidos, dos como titular. En mayo participó en una gira en Mánchester, Inglaterra. Jugó tres partidos, anotó un gol de penal ante las reservas de Bolton Wanderers y dio una asistencia al día siguiente ante Manchester United. Fue convocado para un partido amistoso ante México, pero Villafaña sufrió una lesión con Chivas USA y no pudo participar en el encuentro. En el verano participó en la Copa Milk, jugando solo uno de los tres partidos que disputó su selección. En noviembre estuvo en una concentración en Madrid, España. Jugó tres partidos, todos como titular y anotó un gol ante las reservas de Real Madrid. Jugó dos partidos amistosos ante Haití y Canadá.
Fue convocado para disputar el Campeonato Sub-20 de la Concacaf de 2009, participó en tres partidos, entró de cambio ante Jamaica y fue titular contra El Salvador y en la final contra Costa Rica, obtuvo el subcampeonato de la competencia y consiguió el pase para jugar en el mundial sub-20. En mayo jugó dos partidos amistosos ante Costa Rica. En julio disputó la Copa Ciudad de Rosario, jugó tres partidos y anotó dos goles ante Club Atlético Tiro Federal Argentino. Fue convocado para disputar la Copa Mundial de Fútbol Sub-20 de 2009, en donde jugó tres partidos, dos como titular y quedó eliminado en fase de grupos. En total, Villafaña disputó 31 encuentros (18 ante selecciones, 13 contra clubes) y anotó 5 goles (1 ante selecciones, 4 contra clubes) .
Sub-23
En diciembre de 2011 fue convocado por primera vez al equipo sub-23 de Estados Unidos para un campamento de entrenamiento. En enero de 2012 fue convocado de nueva cuenta para un campamento en donde enfrentó dos veces a la selección mayor de los Estados Unidos, y al Saprissa y Alajuelense de Costa Rica. En febrero disputó tres partidos, ante FC Dallas, San Antonio Scorpions y la selección de México, ganando los tres encuentros. En marzo fue convocado para disputar el Preolímpico de Concacaf de 2012, Disputó dos de los tres encuentros y quedó eliminado en la fase de grupos.

### Selección absoluta
En enero de 2017 fue convocado por primera vez a la selección mayor de los Estados Unidos para disputar un partido amistoso contra Serbia, debutando el día 29 al entrar de cambio al minuto 69 en lugar de Greg Garza. El 3 de febrero jugó su primer partido como titular en la victoria de Estados Unidos ante Jamaica por marcador de 1-0.
Partidos internacionales
| 1   | 29 de enero de 2017     | Estadio Qualcomm, San Diego, Estados Unidos               | Serbia            | 0-0 | Amistoso                        |
| 2.  | 3 de febrero de 2017    | Estadio Finley, Chattanooga, Estados Unidos               | Jamaica           | 1-0 | Amistoso                        |
| 3.  | 24 de marzo de 2017     | Avaya Stadium, San José, Estados Unidos                   | Honduras          | 6-0 | Eliminatorias mundialistas 2018 |
| 4.  | 28 de marzo de 2017     | Estadio Rommel Fernández, Ciudad de Panamá, Panamá        | Panamá            | 1-1 | Eliminatorias mundialistas 2018 |
| 5.  | 3 de junio de 2017      | Rio Tinto Stadium, Sandy, Estados Unidos                  | Venezuela         | 1-1 | Amistoso                        |
| 6.  | 8 de junio de 2017      | Dick's Sporting Goods Park, Commerce City, Estados Unidos | Trinidad y Tobago | 2-0 | Eliminatorias mundialistas 2018 |
| 7.  | 1 de julio de 2017      | Rentschler Field, East Hartford, Estados Unidos           | Ghana             | 2-1 | Amistoso                        |
| 8.  | 8 de julio de 2017      | Nissan Stadium, Nashville, Estados Unidos                 | Panamá            | 1-1 | Copa Oro 2017                   |
| 9.  | 15 de julio de 2017     | Estadio FirstEnergy, Cleveland, Estados Unidos            | Nicaragua         | 0-3 | Copa Oro 2017                   |
| 10. | 22 de julio de 2017     | AT&T Stadium, Arlington, Estados Unidos                   | Costa Rica        | 0-2 | Copa Oro 2017                   |
| 11. | 26 de julio de 2017     | Levi's Stadium, Santa Clara, Estados Unidos               | Jamaica           | 2-1 | Copa Oro 2017                   |
| 12. | 1 de septiembre de 2017 | Red Bull Arena, Harrison, Estados Unidos                  | Costa Rica        | 0-2 | Eliminatorias mundialistas 2018 |

## Estadísticas
Actualizado al último partido jugado el 20 de mayo de 2018.

### Clubes
| C. D. Chivas USA Estados Unidos |               |               |     |    |    |   |    |    |     |   |
| 1.ª | 2007          | 1             | 0   | -  | -  | - | -  | 1  | 0   |   |
| 1.ª | 2008          | 11            | 3   | -  | -  | 2 | 0  | 13 | 3   |   |
| 1.ª | 2009          | 9             | 0   | -  | -  | 3 | 0  | 12 | 0   |   |
| 1.ª | 2010          | 8             | 1   | -  | -  | 1 | 0  | 9  | 1   |   |
| 1.ª | 2011          | 25            | 1   | -  | -  | - | -  | 25 | 1   |   |
| 1.ª | 2012          | 14            | 1   | 3  | 0  | - | -  | 17 | 1   |   |
| 1.ª | 2013          | 20            | 1   | 2  | 0  | - | -  | 22 | 1   |   |
| Total club | Total club    | 88            | 7   | 5  | 0  | 6 | 0  | 99 | 7   |   |
| Portland Timbers Estados Unidos |               |               |     |    |    |   |    |    |     |   |
| 1.ª | 2014          | 19            | 1   | 2  | 0  | 2 | 0  | 23 | 1   |   |
| 1.ª | 2015          | 39            | 1   | 2  | 0  | - | -  | 41 | 1   |   |
| Total club | Total club    | 58            | 2   | 4  | 0  | 2 | 0  | 64 | 2   |   |
| C. Santos Laguna · México |               |               |     |    |    |   |    |    |     |   |
| 1.ª | 2015-16       | 15            | 0   | -  | -  | 4 | 0  | 19 | 0   |   |
| 1.ª | 2016-17       | 20            | 0   | 7  | 0  | - | -  | 27 | 0   |   |
| 1.ª | 2017-18       | 25            | 0   | 5  | 0  | - | -  | 30 | 0   |   |
| Total club | Total club    | 60            | 0   | 12 | 0  | 4 | 0  | 76 | 0   |   |
| Total carrera | Total carrera | Total carrera | 206 | 9  | 21 | 0 | 12 | 0  | 239 | 9 |
| (1)Incluye datos de la Lamar Hunt U.S. Open Cup (2)Incluye datos de la SuperLiga Norteamericana (2009, 2010), Concacaf Liga de Campeones (2008-09, 2014-15, 2015-16) |               |               |     |    |    |   |    |    |     |   |

### Selecciones
| Competición                              | Categoría | Sede                                 | Resultado    | PJ | G |
| ---------------------------------------- | --------- | ------------------------------------ | ------------ | -- | - |
| Campeonato Sub-20 de la Concacaf de 2009 | Sub-20    | Trinidad y Tobago                    | Subcampeón   | 3  | 0 |
| Copa Mundial de Fútbol Sub-20 de 2009    | Sub-20    | Egipto                               | Primera fase | 3  | 0 |
| Preolímpico de Concacaf de 2012          | Sub-23    | Estados Unidos                       | Primera fase | 2  | 0 |
| Copa de Oro de la Concacaf 2017          | Absoluta  | Estados Unidos                       | Campeón      | 4  | 0 |
| Eliminatorias Mundialistas 2018          | Absoluta  | Norteamérica, Centroamérica y Caribe |              | 3  | 0 |
| Amistosos                                | Absoluta  | –                                    | –            | 4  | 0 |
| Total                                    | –         | –                                    | –            | 19 | 0 |

### Resumen estadístico
|                                        | Partidos | Goles |
| -------------------------------------- | -------- | ----- |
| Liga                                   | 181      | 9     |
| Copas nacionales                       | 16       | 0     |
| Copas internacionales                  | 12       | 0     |
| Selección de los Estados Unidos        | 11       | 0     |
| Selección de los Estados Unidos Sub-23 | 2        | 0     |
| Selección de los Estados Unidos Sub-20 | 6        | 0     |
| Total                                  | 228      | 9     |

## Palmarés

### Campeonatos nacionales
| Título            | Equipo           | País           | Año    |
| ----------------- | ---------------- | -------------- | ------ |
| Conferencia Oeste | Portland Timbers | Estados Unidos | 2015   |
| Copa MLS          | Portland Timbers | Estados Unidos | 2015   |
| Primera División  | Santos Laguna    | México         | C-2018 |

### Campeonatos internacionales
| Título                  | Equipo                      | País           | Año  |
| ----------------------- | --------------------------- | -------------- | ---- |
| Copa Oro de la Concacaf | Selección de Estados Unidos | Estados Unidos | 2017 |